# Кондрашкин, Андрей Владимирович
Андрей Владимирович Кондрашкин (23 июня 1979, Первомайский, Тамбовская область, РСФСР, СССР — 16 сентября 2023, Донецкая область, Украина) — российский офицер, полковник ВДВ. Герой Российской Федерации (2023, посмертно).

## Биография
В 1996 году окончил Первомайскую школу, в 2001 году — Рязанское воздушно-десантное командное училище, после чего служил в 106-й и 98-й воздушно-десантных дивизиях. Участник вооружённого конфликта на Северном Кавказе. В 2013 году окончил военную академию имени Фрунзе. Участник боёв за Иловайск (в августе 2014 года) и интервенции в Сирию. С 2015 года — командир 108-го десантно-штурмового полка. С 2019 года — заместитель командира 7-й десантно-штурмовой дивизии. В 2020—2021 годах — командир 56-й отдельной десантно-штурмовой бригады. С 2021 года — слушатель Военной академии Генштаба, окончил её летом 2023 года.
С 24 февраля 2022 года участвовал во вторжении в Украину, командир 31-й отдельной десантно-штурмовой бригады, известный под позывным «Дунай». Участник боёв в Гостомеле. В августе 2022 года тяжело ранен, до лета 2023 года находился на лечении. Погиб в бою[где?]. 20 сентября 2023 года похоронен в родном посёлке.

## Награды
- Звание «Герой Российской Федерации» (16 декабря 2023 г., посмертно) — «за мужество и героизм, проявленные во время исполнения воинского долга».
- Орден Мужества;
- Медаль Жукова;
- Медаль Суворова;
- Медаль «Участнику военной операции в Сирии».